# Reinhard Richter (Politiker)
Reinhard Richter (* 1941 in Hamburg) ist ein Hamburger Politiker der Sozialdemokratischen Partei Deutschlands und ehemaliges Mitglied der Hamburgischen Bürgerschaft.
Richter ist studierter Diplom-Ingenieur der Fachrichtung Physik. Von November 1986 bis 1993 saß er in der Hamburgischen Bürgerschaft und für  seine Fraktion  war er unter anderem im Umweltausschuss, Eingabenausschuss sowie im Ausschuss für Vermögen und öffentliche Unternehmen.